# Molgula vara
Molgula vara is een zakpijpensoort uit de familie van de Molgulidae. De wetenschappelijke naam van de soort werd in 1979 voor het eerst geldig gepubliceerd door het echtpaar Claude en Françoise Monniot.